# Mario Alberto Rosas Montero
Mario Alberto Rosas Montero, conegut simplement com a Mario Rosas (Màlaga, 22 de maig de 1980) és un exfutbolista andalús, que ocupava la posició de migcampista ofensiu. Actualment és entrenador de futbol.
Format al planter del FC Barcelona, on havia generat grans expectatives, no va poder quedar-se al primer equip, i va marxar del Barça. Va disputar 308 partits en 12 temporades professionals a la Segona Divisió representant cinc equips diferents, principalment el CE Castelló.

## Trajectòria futbolística
Va començar a destacar a clubs de la seua ciutat natal, i ben jove va entrar a les categories inferiors del FC Barcelona. Destacà al Barça B, i va arribar a debutar amb el primer equip el 15 de maig de 1998 en una derrota per 1–4 a casa contra la UD Salamanca, (un partit de lliga en què el Barça ja s'havia coronat campió) i aquesta seria la seva única aparició a La Liga amb el club.
En busca d'oportunitats, juga amb el Deportivo Alavés, la UD Salamanca i el Cadis CF, on alterna etapes de titular amb altres més discretes. Després d'un breu pas pel Girona FC, a Segona B, el 2005 fitxa pel CE Castelló. La seua primera campanya tot just apareix 8 partits com blanc-i-negre, però a la següent es fa amb la titularitat, convertint-se en una de les peces clau dels castellonencs en Segona Divisió. Finalment, l'estiu del 2009 marxa al Múrcia on no acaba de fer-se un lloc en l'equip titular. L'estiu del 2010, després de desvincular-se del Múrcia, torna a la UD Salamanca, on hi havia jugat nou temporades enrere.
El 5 de desembre de 2012, l'Hèrcules CF va fitxar Rosas i Pablo Redondo, ambdós com a agents lliures.